# بخش کینزمن (شهرستان ترامپول، اوهایو)
بخش کینزمن (به انگلیسی: Kinsman Township) یک منطقهٔ مسکونی در ایالات متحده آمریکا است که در شهرستان ترامبل، اوهایو واقع شده‌است.
 بخش کینزمن ۶۹٫۴ کیلومتر مربع مساحت و ۱٬۹۴۳ نفر جمعیت دارد و ۳۰۸ متر بالاتر از سطح دریا واقع شده‌است.